# Swing Gadjé
Pour les articles homonymes, voir Swing.
 (décembre 2011).
Swing Gadjé est l’un des groupes de la Compagnie du Tire-laine, collectif de la région Hauts-de-France où s’entremêlent musiques tsiganes, klezmers et autres musiques du monde. Leur style correspond plus généralement au Jazz manouche.

## Collectif
Swing Gadjé fait partie de la Compagnie du Tire-Laine, qui est un collectif d’une quarantaine de musiciens répartis dans une douzaine de formations (tzigane, klezmer, jazz, musique arabo-andalouse, chanson française, swing manouche…).